# 盧廷簡
卢廷简（？年—？年），字子闲，江南江都县（今屬揚州市）人。清朝軍事將領。
順治十二年（1655年）乙未科武進士。工詩，《晚晴簃诗汇》收其诗作一首。
- 《白鹿泉》

白鹿衔花山径幽，寒泉疑到洞庭秋。
曾闻说偈龙听法，几见谈经石点头。
囗水声从檐际落，冰花飞向涧中收。
仙踪何处寻遗响，晓夜涓涓不断流。